# Драуц (Арад)
Драуц (рум. Drauț) насеље је у Румунији у округу Арад у општини Тарнова. Oпштина се налази на надморској висини од 177 m.

## Становништво
Према подацима из 2002. године у насељу је живело 917 становника.

### Попис2002.
| Расподела становништва по националности 2002.‍ | Расподела становништва по националности 2002.‍ | Расподела становништва по националности 2002.‍ | Расподела становништва по националности 2002.‍ | Расподела становништва по националности 2002.‍ |
| --------------------------------------------- | --------------------------------------------- | --------------------------------------------- | --------------------------------------------- | --------------------------------------------- |
|                                               |                                               |                                               |                                               |                                               |
| Румуни                                        | Румуни                                        |                                               | 803                                           | 87,7%                                         |
| Мађари                                        | Мађари                                        |                                               | 16                                            | 1,7%                                          |
| Роми                                          | Роми                                          |                                               | 60                                            | 6,6%                                          |
| Украјинци                                     | Украјинци                                     |                                               | 37                                            | 4,0%                                          |